# Heath (Name)
Heath ist ein englischer Vor- und Familienname.

## Namensträger

### Künstlername
- Heath (Musiker) (1968–2023), japanischer Bassist

### Vorname
- Heath Bell (* 1977), US-amerikanischer Baseballspieler
- Heath Blackgrove (* 1980), neuseeländischer Radrennfahrer
- Heath Bunting (* 1966), britischer Künstler
- Heath Evans (* 1978), US-amerikanischer American-Football-Spieler
- Heath Hunter, britischer Reggaesänger
- Heath Ledger (1979–2008), australischer Schauspieler, Fotograf und Musikvideo-Regisseur
- Heath Shuler (* 1971), US-amerikanischer Politiker
- Heath Slater (Heath Miller; 1983), US-amerikanischer Wrestler, Ringrichter und Schauspieler

### Mittelname
- Thomas Heath Haviland (1822–1895), kanadischer Politiker
- Almon Heath Read (1790–1844), US-amerikanischer Politiker
- Christopher Heath Wellman (* 1967), US-amerikanischer Philosoph

### Familienname
- Adrian Heath (* 1961), englischer Fußballspieler und -trainer
- Alexander Heath (* 1978), südafrikanischer Skirennläufer
- Allen Heath (1918–1981), kanadischer Automobilrennfahrer
- Andrew Heath (* 1969), australischer Rugby-Union-Spieler
- Basil F. Heath (1917–2011), US-amerikanischer Schauspieler
- Benjamin Heath (Gelehrter) (1704–1766), britischer Gelehrter
- Benjamin Frank Heath (* 1992), britischer Pokerspieler, siehe Ben Heath
- Bess Heath (* 2001), englische Cricketspielerin
- Chris Heath, britischer Musikjournalist
- Colin Heath (Schauspieler), kanadischer Schauspieler
- Colin Heath (Fußballspieler) (* 1983), englischer Fußballspieler
- Cuthbert Eden Heath (1859–1939), britischer Versicherungsmanager
- Dana Heath (* 2006), US-amerikanische Schauspielerin
- Dave Heath (Fotograf) (David Martin Heath; 1931–2016), US-amerikanischer Fotograf
- Dave Heath (Komponist) (David Heath; * 1956), britischer Komponist
- David Heath (Mathematiker) (David Clay Heath; 1946–2011), US-amerikanischer Mathematiker
- David Heath (Politiker) (* 1954), britischer Politiker
- David Heath (Journalist) (* 1959), britischer Journalist
- David Rodney Heath-Brown (* 1952), britischer Mathematiker, siehe Roger Heath-Brown
- Dodie Heath (1926–2023), US-amerikanische Schauspielerin
- Donald R. Heath (1894–1981), US-amerikanischer Journalist und Diplomat
- Edward Heath (1916–2005), britischer Politiker
- Edward Bayard Heath (1888–1931), US-amerikanischer Flugzeugbauer und Unternehmer
- George Heath (1862–1943), US-amerikanischer Automobilrennfahrer
- Gordon Heath (1918–1991), US-amerikanischer Schauspieler und Musiker
- Harrison Heath (* 1996), englischer Fußballspieler
- Herbert Heath (1861–1954), britischer Marineoffizier und Diplomat
- Hilary Heath (1945–2020), britische Schauspielerin und Produzentin
- Hy Heath (1890–1965), US-amerikanischer Filmkomponist
- James Heath (Kupferstecher) (1757–1834), englischer Kupferstecher
- James Heath, bekannt als Lil’ Dap, US-amerikanischer Rapper
- James C. Heath (Jim Heath; * 1959), US-amerikanischer Rockabilly-Musiker
- James P. Heath (1777–1854), US-amerikanischer Politiker
- James R. Heath (* 1962), US-amerikanischer Chemiker und Nanowissenschaftler
- Jeffrey Heath (* 1949), US-amerikanischer Linguist, Morphologe und Arabist
- Jimmy Heath (1926–2020), US-amerikanischer Musiker
- John Heath (Komponist) († 1668), britischer Organist und Komponist
- John Heath (Politiker) (1758–1810), US-amerikanischer Politiker
- John Heath (Rennfahrer), britischer Rennfahrer und Unternehmer
- John Heath (Produzent), britischer Filmproduzent, Filmeditor und Regisseur
- John Heath-Stubbs (1918–2006), britischer Dichter und Übersetzer
- Joseph Heath (* 1967), kanadischer Philosoph
- Liam Heath (* 1984), britischer Kanute
- Lucien Heath (1819–1888), US-amerikanischer Farmer, Händler und Politiker
- Malcolm Heath (1957–2025), britischer Klassischer Philologe
- Martin Heath (* 1973), schottischer Squashspieler
- Mary Heath (1896–1939), irische Flugpionierin und britische Sportlerin
- Michael Heath (* 1964), US-amerikanischer Schwimmer
- Monroe Heath (1827–1894), US-amerikanischer Politiker
- Neville Heath (1917–1946), englischer Serienmörder
- Nicholas Heath (um 1501–1578), englischer Lordkanzler und Geistlicher, Erzbischof von York
- Percy Heath (Drehbuchautor) (1884–1933), US-amerikanischer Drehbuchautor
- Percy Heath (1923–2005), US-amerikanischer Jazzbassist
- Phil Heath (* 1979), US-amerikanischer Bodybuilder
- Rhonda Heath (* um 1955), US-amerikanische Sängerin
- Rodney Heath (1884–1936), australischer Tennisspieler
- Roger Heath-Brown (David Rodney Heath-Brown; * 1952), britischer Mathematiker
- Roy Heath (1926–2008), guyanischer Schriftsteller
- Russ Heath (1926–2018), US-amerikanischer Comiczeichner
- Shona Heath (* 1974), britische Szenenbildnerin und Art Director
- Ted Heath (1902–1969), britischer Posaunist und Bandleader
- Thomas Heath (1861–1940), britischer Mathematiker
- Tobin Heath (* 1988), US-amerikanische Fußballspielerin
- Tootie Heath (1935–2024), US-amerikanischer Jazzschlagzeuger
- William Heath (Politiker) (1737–1814), US-amerikanischer Offizier und Politiker
- William Heath (Maler) (1794–1840), britischer Maler und Zeichner